# Мирошник, Владимир Данилович
Владимир Данилович Мирошник (14 сентября 1926, Мерефа, Харьковская область, УССР — 1 апреля 1997, там же) — украинский советский партийный деятель, первый секретарь Нововодолажского райкома Коммунистической партии Украины, Герой Социалистического Труда (1973) .

## Биография
Участник Великой Отечественной войны. Служил в истребительном батальоне, позже, в отдельном подразделении связи.
После окончания войны работал на различных должностях в Лозовой, Мерефе и Харькове. С конца 1950-начала 1960-х — на партийной работе.
В январе 1965 года назначен 1-м секретарём Нововодолажского райкома Коммунистической партии Украины.
Принимал активное участие в общественной-политической и экономической жизни района, области, избирался членом обкома партии, депутатом Нововодолажского райсовета. Делегат XXIV съезда КПСС.
За достижение высоких экономических показателей в 1965 году был награждён орденом «Знак Почёта» .
8 декабря 1973 года стал Героем Социалистического Труда.

## Награды
- Герой Социалистического Труда (1973)
- орден Ленина (1976)
- орден Октябрьской Революции (1971)
- орден «Знак Почёта» (1965)
- медали СССР